# Хедисон, Александра
Алекса́ндра Хе́дисон (англ. Alexandra Hedison; род. 10 июля 1969, Лос-Анджелес, Калифорния) — американский фотограф, актриса и кинорежиссёр.

## Биография
Дочь Бриджет (Мори) и актёра Дэвида Хедисона. Хедисон итальянско-армянского происхождения. Училась в Перчейз-колледже и Калифорнийском университете в Лос-Анджелесе.

## Карьера
Хедисон снималась в ряде телевизионных сериалов, включая «Секс в другом городе».
Первыми выставлявшимися фотографическими работами Хедисон были абстрактные ландшафты; в 2005 году в цикле (Re)Building она обратилась к темам утраты, перехода и выздоровления с помощью метафоры строительства как памяти архитектуры подсознания. Во впервые выставленном в Лондоне цикле «Итака», названном по стихотворению Константиноса Кавафиса, Хедисон фотографировала умеренные дождевые леса Северной Америки. Еженедельник The New Yorker включил этот цикл в «Passport to the Arts» на 2008 год.

## Личная жизнь
С 2001 года по 2004 год встречалась с Эллен Дедженерес. С апреля 2014 года состоит в браке с актрисой Джоди Фостер.

## Фильмография
- Спи со мной (1994) — актриса-брюнетка
- Лоис и Кларк: Новые приключения Супермена (1994) — Реми
- Мелроуз Плейс (1995) — др. Реше
- Макс пропал без вести (1995) — Ребекка
- Теперь в любой день (1998) — Ронда
- Семь дней (1999) — старший лейтенант Салли Бенсен
- Детектив Нэш Бриджес (2000) — агент Виктория Тречсел
- В будке (2005) — голос Мэгги
- Секс в другом городе (2006 и 2009) — Дилан Морленд

В качестве режиссёра
- В будке (2005) — анимационный фильм